# James Jacks
James Jacks, né le 29 décembre 1947 et mort le 20 janvier 2014 à Los Angeles, est un producteur de cinéma américain.

## Biographie
James Jacks étudie le génie industriel à l'université Carnegie-Mellon puis sort diplômé de l'université Cornell avec une maîtrise en administration des affaires. Il travaille d'abord comme analyste financier à Wall Street avant d'essayer de devenir scénariste. La réussite n'étant pas au rendez-vous, il devient cadre de production chez Circle Films puis chez Universal Pictures, où il grimpe les échelons jusqu'à devenir vice-président. Il quitte Universal en 1992 pour créer sa propre société de production, Alphaville Films, avec Sean Daniel,. Il quitte Alphaville en 2004 pour fonder une autre compagnie indépendante, Frelaine. Il meurt d'une crise cardiaque en 2014.

## Filmographie
(comme producteur sauf mention contraire)
- 1987 : Arizona Junior (producteur délégué)
- 1993 : Génération rebelle
- 1993 : Drôles de fantômes (producteur délégué)
- 1993 : Chasse à l'homme
- 1993 : Tombstone
- 1995 : Le Village des damnés (coproducteur délégué)
- 1995 : Les Glandeurs
- 1996 : Michael
- 1997 : Le Chacal
- 1998 : Un plan simple
- 1999 : La Momie
- 2000 : Intuitions
- 2001 : Attila le Hun (téléfilm) (producteur délégué)
- 2001 : Les Pieds sur terre
- 2001 : Le Retour de la momie
- 2001 : Rat Race (producteur délégué)
- 2002 : Le Roi scorpion
- 2002 : Dark Blue
- 2003 : Traqué
- 2003 : Intolérable Cruauté (producteur délégué)
- 2008 : La Momie : La Tombe de l'empereur Dragon
- 2008 : Le Roi Scorpion 2 : Guerrier de légende
- 2012 : Le Roi Scorpion 3 : L'Œil des dieux (producteur délégué)